# Rito de Passá
Rita de Passá é o primeiro álbum de estúdio da cantora e compositora brasileira MC Tha, lançado em 21 de junho de 2019 pela gravadora Elemess.

## Desempenho e reconhecimento
Após seu lançamento, o álbum atingiu a posição de número doze e permaneceu por dois dias na tabela musical da iTunes Store brasileira, no Youtube Despedida ficou 3 dias em alta. Em junho de 2020, o álbum recebeu uma tiragem limitada em vinil como parte da assinatura mensal da revista Noize.
Foi eleito um dos 25 melhores álbuns brasileiros do segundo semestre de 2019 pela Associação Paulista de Críticos de Arte.

## Lista de faixas
Todas as faixas escritas e compostas por MC Tha. 
| N.º            | Título                               | Produção                      | Duração |  |
| 1.             | "Abram os Caminhos"                  | Tide DJ Jaloo [a] Pedrowl [a] | 0:23    |  |
| 2.             | "Rito de Passá"                      | Tide DJ Jaloo [a] Pedrowl [a] | 3:21    |  |
| 3.             | "Coração Vagabundo"                  | Pedrowl Ubunto [a]            | 2:30    |  |
| 4.             | "Clima Quente"                       | Pedrowl Jaloo [a]             | 3:36    |  |
| 5.             | "Onda" (com Jaloo e Felipe Cordeiro) | Pedrowl Jaloo                 | 3:36    |  |
| 6.             | "Oceano"                             | Pedrowl                       | 2:07    |  |
| 7.             | "Despedida"                          | Pedrowl Jaloo [a] Malka [a]   | 4:10    |  |
| 8.             | "Maria Bonita"                       | Pedrowl                       | 2:02    |  |
| 9.             | "Avisa Lá"                           | MU540 Jaloo [a] Pedrowl [a]   | 3:09    |  |
| 10.            | "Comigo Ninguém Pode"                | Pedrowl                       | 3:15    |  |
| Duração total: | Duração total:                       | Duração total:                | 27:31   |  |

Notas
- ↑[a]  indica um co-produtor

## Histórico de lançamento
| Região | Data                | Formato                    | Gravadora         | Ref.  |
| ------ | ------------------- | -------------------------- | ----------------- | ----- |
| Mundo  | 21 de junho de 2019 | Download digital streaming | Elemess           |       |
| Brasil | 10 de junho de 2020 | Disco de vinil             | Noize Record Club | [ 5 ] |